# Fat Nick
Fat Nick, właściwie Nicholas Minucci (ur. 6 września 1994 r. w Miami na Florydzie) – amerykański raper, współzałożyciel undergroundowej grupy Buffet Boys, autor tekstów.

## Życie prywatne
Wychowała go matka Maria Minucci, jego ojciec opuścił rodzinę w 1997 roku. Okres dorastania był dla rapera bardzo trudny, zmagał się z depresją, a jako nastolatek zaczął sprzedawać narkotyki. Od najmłodszych lat jego przyjacielem jest undergroundowy raper Pouya, wraz z nim był gospodarzem programu Nick and Pouya Show. Program przykuł uwagę Denzela Curry'ego, co zainspirowało Nicholasa i Kevina do zaproponowania mu współpracy filmowej. Po jakimś czasie wątek ten popchnął raperów do rozpoczęcia kariery muzycznej.

## Kariera muzyczna
Minucci i Pouya początkowo zaczęli tworzyć muzykę jako żart, potraktowali ten temat poważnie dopiero po tym, gdy liczby odsłuchań ich piosenek na platformie Soundcloud zaczęły wzrastać. Minucci współpracował z innymi artystami, takimi jak $uicideboy$, Lil Peep, Pouya i Shakewell.

## Dyskografia[1]

### Albumy
- Generation Numb (2018)

### EP'ki
- Roommates (2019)

### Mixtape'y
- Gorgeous Glizzy Gordo (2021)
- Buffet Boys (2013)
- Tha Heart Attack (2014)
- Fat Camp (2015)
- When the Lean Runs Out (2016)
- Drop Out of School (2017)

### Single
- Pure (2013)
- Too Much (2014)
- Hunnit Hunnit (2015)
- 4 Ever (2015)
- I Gotta (2015)
- TTYL (2016)
- Nina (2016)
- Over It (2016)
- Oh it's Lit (2016)
- Middle of the Mall (2016)
- Torch (2017)
- Sea Sick (2017)
- Renewed (2017)
- Hate on Me (2017)
- Stay Alive (2018)
- WTF (2018)
- Ice Out (2018)
- Pemex (2019 )
- Viernes 13 (2019)
- Psa (2020)